# Quim Gibert i Font
Quim Gibert i Font   (Arenys de Mar, 20 de juliol de 1962) és un psicòleg, docent i escriptor català establert a Fraga.

## Obra publicada
- Removent consciències. Transgressió cívica i fet nacional (Editorial Afers, 2010, coautor)[3]
- Llengua i emoció. Set mirades sobre el goig de ser (Pagès Editors, 2012, coautor)
- Qui estima la llengua la fa servir (Barcanova, 2013)[4]
- Allà d'allà. Alfabet incomplert de la Franja de Ponent (Llibres de l'Índex, 2024)[5]